# 진주상무사
진주상무사(晉州商務社)는 대한민국 경상남도 진주시에 있는 건축물이다. 2011년 6월 2일 경상남도의 문화재자료 제533호로 지정되었다.

## 개요
진주상무사는 1895년 상무회의소 구례의 제정 공포로 설립되어, 진주. 곤양, 하동, 남해, 고성, 진남(통영), 함안, 단성, 산청, 삼가, 함양, 안의, 거창, 합천, 초계, 의령 등 17개 지역을 관할구역으로 보상과 부상의 권익을 보호하고 상업활동을 관장하던 조선후기의 상업기관이다.
처음에는 읍내에 위치하였다가 1936년 대홍수로 인하여 유실된 것을 1938년에 지역의 경제인들이 힘을 모아 지금의 위치에 새로 건립하여 지금까지 유지되어 왔다.
전통목조기와집으로 남아있는 상무사건물이 드물어 상징적 자료로서의 가치가 매우 높다. 또한 건물내에는 각종 기록이 현판으로 제작 게첨되어 있어 조선후기와 일제강점기를 전후한 지역의 경제활동 상황을 살필 수가 있다.
진주상무사에는 건물외에도 사전청금록을 비롯한 경제활동문서와 사용되었던 인장들이 남아 전해지고 있어 진주를 중심으로 한 시장활동 제도와 보부상제도를 연구하는데 중요한 자료를 제공해 주고 있다.

## 참고 자료
- 진주상무사 - 국가유산청 국가유산포털